# شورش الرشید
شورش الرشید به قیام نافرجام۱۹۶۳علیه دولت بعثی عراق اشاره دارد. این شورش توسط پیروان حزب کمونیست عراق در پیوند با افسران نظامی طراحی شد. این شورش نتوانست بخارج از بغداد گسترش یابد و توسط نیروهای بعثی سرکوب شد.

## زمینه
در ۸ فوریه۱۹۶۳، یک کودتای ارتش انجام شد و دولت ناسیونالیست عراق عبدالکریم قاسم را بنفع عبدالسلام عارف پان عربیست سرنگون کرد. هر دو آنها از اعضای جنبش افسران آزاد بودند که سرنگونی رژیم سلطنتی هاشمی وابسته به غرب را در انقلاب ۱۴ژوئیه سازماندهی کردند، اما اختلافات ایدئولوژیک بین این دو تنش ایجاد کرد. این کودتا بیش از یک سال طراحی شده بود و به دنبال یک ماه و نیم تحریکات و اعتراضات بعثی‌ها علیه قاسم بود. پس از کودتا، رژیم جدید عارف را به عنوان رئیس‌جمهور معرفی کرد و به سرعت برای حذف مخالفان خود، در درجه اول پیروان قاسم حزب کمونیست عراق، حرکت کرد. هزاران نفر از رهبران و کادرهای کلیدی حزب کمونیست بازداشت، شکنجه و اغلب کشته شدند و حزب را در آشفتگی تشکیلاتی قرار داد.

## مقدمات شورش
در حالی که بعثی‌ها بیشتر سازمان‌های حزب کمونیست را در هم کوبیده بودند، برخی از هسته‌های حزب کمونیست در جنبش کارگری و ارتش وجود داشتند که دست نخورده باقی مانده بودند. سازمان‌های حزب کمونیست بغداد قبل از سرکوب یکی از مبارزترین بخش‌های حزب بودند. هسته‌های حزبی در ارتش شروع به تماس باهسته‌های متعلق به کمیته کارگران بغداد کردند که فعالیت‌های حزبی را در اتحادیه‌های کارگری در پایتخت سازماندهی می‌کردند تا چند هفته پس از تسلط بعثی‌ها برای سرنگونی بعثی‌ها برنامه‌ریزی کنند.
ابراهیم محمدعلی یکی از اعضای کمیته مرکزی کارگران حزب کمونیست بود و رهبری کمیته کارگری در بغداد را بر عهده داشت. او بیهوده تلاش کرده بود از گروهی از اعضای کمیته مرکزی حزب راهنمایی بگیرد، اما متوجه شد که آنها اعدام شده‌اند. سپس علی به ابتکار خود اقدام به سازماندهی مجدد هسته‌های حزب غیرنظامی در بغداد کرد. علی به محمد حبیب (ابوسلام)، کارگر قهوه‌خانه، دستور داد تا هسته‌های حزب را در ارتش سازماندهی کند. حبیب توانست با سردار حسن ساری ارتباط برقرار کند. ساری مسئول یکی از هسته‌های حزب کمونیست داخل ارتش بود.
علی پس از افشای هویت اعضای حزب کمونیست که باطلاع دولت تبدیل شده بودند، توسط سرویس‌های اطلاعاتی دستگیر شد. او را زیر شکنجه کشتند. سپس حبیب مجبور شد رهبری هسته‌های غیرنظامی علی را بعهده بگیرد و همچنین بکار با هسته‌های ارتش ادامه دهد. حبیب و ساری «کمیته انقلابی» تشکیل دادند و برای شورش آماده شدند. ساری سربازان را در یک قیام بسیج می‌کرد، در حالی که حبیب غیرنظامیان را برای کمک رسانی به سربازان بسیج می‌کرد. دو سرجوخه دیگر حزب کمونیست و یک خیاط به نام حافظ لطفه در برنامه‌ریزی شرکت داشتند.
توطئه گران طرح خود را به معدود اعضای باقی مانده کمیته مرکزی حزب کمونیست ارائه کردند. اعضای کمیته مرکزی این طرح را رد کردند و آن را نقض انضباط حزبی خواندند. حبیب دستور آنها را نادیده گرفت و حکم رهبری حزب را به ساری ابلاغ نکرد. برعکس، شواهد حاکی از آن بود که حبیب به ساری گفته‌است که آنها از حمایت کامل کل حزب کمونیست برخوردارند. حبیب و ساری باهم بتدارکات ادامه دادند.

## شورش
در ۳ جولای ۱۹۶۳، شورش به راه افتاد. سربازان شورشی و همچنین بخش‌های بغداد و فرات میانه حزب کمونیست با جمع‌آوری ۲۰۰۰ جنگجو،کنترل اردوگاه ارتش الرشید در بغداد را به دست گرفتند. آنها توانستند فرماندهان اردوگاه، کل رهبری شبه نظامیان گارد ملی بعثی، وزیر کشور و وزیر خارجه عراق را بازداشت کنند.
حبیب و ساری اردوگاه الرشید را به عنوان صحنه شورش انتخاب کرده بودند، زیرا حدود ۱۰۰۰ افسر و کمونیست طرفدار قاسم در آنجا در بازداشت بودند. منطق این بود که پس از آزادی افسران بازداشت شده، آنها رهبری سایر واحدهای ارتش در سراسر کشور را برای پیوستن به شورش فراهم می‌کردند.
با این حال، با وجود اینکه شورشیان توانسته بودند اردوگاه ارتش را تصرف کنند،نتوانستند زندانیان را آزاد کنند زیرا با مقاومت غیرمنتظره نگهبانان زندان مواجه شدند. این شورش هرگز به سایر واحدهای ارتش سرایت نکرد. نیروهای بعثی توانستند اردوگاه را محاصره کنند و شورش را سرکوب کنند.

## قطار مرگ و عواقب آن
در حزب بعث، بخش نظامی خواستار اعدام تمام افسران اسیر شده بود. غیرنظامیان در رهبری بعث با اعدام دسته جمعی افسران مخالف بودند و استدلال می‌کردند که اعدام باید به ۳۰ رهبر اصلی شورش محدود شود. در پایان تصمیم گرفته شد که تمامی افسران اسیر با قطار احشام به زندان صحرای نصرت السلمان اعزام شوند. قرار بود قطار سواری (که بعداً «قطار مرگ» نام گرفت) شش ساعت طول بکشد و در طی آن محاسبه شد که بسیاری در گرمای سوزان خواهند مرد. راننده قطار که متوجه شد محموله‌اش انسان است، سرعت حرکت را به دو ساعت افزایش داد. با رسیدن به مقصد، تنها یکی از افسران دستگیر شده جان باخته بود. ابتکار راننده قطار همراه با این واقعیت که تعدادی از افسران آموزش پزشکی داشتند، عوامل تعیین‌کننده ای برای محدود کردن تعداد تلفات بود.
پس از شورش الرشید، بعثی‌ها کارزار خود را علیه حزب کمونیست افزایش دادند. فقط بخش فرات میانه و بخش کردی حزب دست نخورده باقی ماندند.

## دخالت شوروی
این شورش باعث شکافی در روابط عراق و شوروی شد و دولت عراق مدعی شد که شواهدی دارد مبنی بر اینکه مربیان شوروی به برنامه‌ریزی شورش کمک کرده‌اند و رادیو بغداد اتحاد جماهیر شوروی را به «توطئه علیه استقلال ملی ما» متهم کرد. قبل از شورش، مسائلی بین عراق و اتحاد جماهیر شوروی وجود داشت، به‌طوری که اتحاد جماهیر شوروی ارسال محموله‌های نظامی به عراق را به حالت تعلیق درآورد و نشان دهنده حمایت از شورشیان کرد عراقی بود. سپس تلویزیون عراق با حمله به اتحاد جماهیر شوروی، به ویژه سیاست شوروی در مجارستان،انتقام گرفت. در پرونده‌های طبقه‌بندی‌شده سازمان اطلاعات مرکزی (سیا) آمده‌است: «شواهد قوی دال بر دخالت بلوک [شوروی] در قیام ۳ژوئیه در کمپ رشید، از جمله «اعترافات» «اعضای شبکه اطلاعاتی بلوک شوروی در بغداد» وجود دارد. شبکه توسط شوروی سازماندهی و هدایت شده‌است و شوراهای محلی را درگیر کرده‌است اقدام به کودتای ۳ ژوئیه۱۹۶۳ کرده‌است. سیا همچنین بر این باور بود که اتحاد جماهیر شوروی هم از طریق رسانه‌های تبلیغاتی و هم به‌صورت مخفیانه برای سرنگونی بعث در عراق کار خواهد کرد و محاسبه می‌کند که هر رژیم روی کار بیایید برای منافع کمونیستی مطلوب تر خواهد بود.